# Husaki (rejon nieświeski)
Husaki (hist. Husaki Skarbowe, Husaki Rządowe; biał. Гусакі, Husaki; ros. Гусаки, Gusaki) – wieś na Białorusi, w obwodzie mińskim, w rejonie nieświeskim, w sielsowiecie Kozły.

## Historia
W dwudziestoleciu międzywojennym leżały w Polsce, w województwie nowogródzkim, w powiecie nieświeskim, w gminie Kleck. W 1921 miejscowość liczyła 364 mieszkańców, zamieszkałych w 65 budynkach, wyłącznie Polaków. 362 mieszkańców było wyznania prawosławnego i 2 rzymskokatolickiego.
Po II wojnie światowej w granicach Związku Sowieckiego. Od 1991 w niepodległej Białorusi.